# Hieracium gaeopetum
Hieracium gaeopetum es una especie de planta con flor del género Hieracium, de la familia Asteraceae, orden Asterales.

## Distribución
Hieracium gaeopetum se distribuye por Noruega.

## Taxonomía
Fue descrita científicamente por Notø.
Tratamiento taxonómico
La especie aparece registrada y publicada en Tromsø Mus. Aarsh.